# Thann
Thann (alzaško Donn, nemško Tanne) je naselje in občina v severovzhodni francoski regiji Alzaciji, podprefektura departmaja Haut-Rhin. Leta 2010 je naselje imelo 7.929 prebivalcev.

## Geografija
Kraj leži v vznožju Vogezov na izhodu iz doline reke Thur, 43 km jugozahodno od Colmarja.

## Administracija
Thann je sedež istoimenskega kantona, v katerega so poleg njegove vključene še občine Aspach-le-Haut, Bitschwiller-lès-Thann, Bourbach-le-Bas, Guewenheim, Leimbach, Michelbach, Rammersmatt, Roderen, Vieux-Thann in Willer-sur-Thur z 20.452 prebivalci.
Naselje je prav tako sedež okrožja, v katerem se nahajajo kantoni Cernay, Masevaux, Saint-Amarin in Thann s 81.116 prebivalci.

## Zgodovina
Than je prvikrat izpričan v letu 1290. Mestne pravice je dobil leta 1360, do tridesetletne vojne del Prednje Avstrije v sklopu Svetorimskega cesarstva.
1659 je mesto kot darilo Ludvika XIV. pristalo v rokah kardinala Mazarina.
Plemiški naslov grofov Thanna in Rosemonta (francosko Comte de Thann et de Rosemont) nosi danes občasno monaški knez (od 2005 knez Albert II.).

## Zanimivosti
- Kolegial z gotsko cerkvijo sv. Teobalda iz 13. do 15. stoletja; nahaja se v središču starega dela mesta,
- La Tour des Sorcières (čarovniški stolp), zgrajen 1411; čebulasta streha datira v leto 1628, danes se v njem nahaja vinski muzej,
- grad Le Château de l'Engelbourg se nahaja na hribu severno od Thanna, zgrajen v 13. stoletju pod grofi iz Ferretta. Varoval je vhod v dolino reke Thur in zagotavljal plačevanje mitnine za prehod čez Vogeze. Grad je dal porušiti Ludvik XIV., ob tem se je eden od stolpov razbil na kose, pri čemer je en kos oblikoval velik kamnit obroč, danes poznan pod imenom L'oeil de la sorcière (čarovniško oko).

- Detajl kolegialne cerkve
- Reka Thur s čarovnišlim stolpom
- čarovniško oko

## Pobratena mesta
- Gubbio (Italija),
- Tonneins (Lot-et-Garonne, Francija).